# وین بلر
وین بلر (انگلیسی: Wayne Blair؛ زادهٔ ۲۸ نوامبر ۱۹۷۱) کارگردان تلویزیون و فیلم، نویسنده و بازیگر از بومیان جزیره استرالیا است. وی کارگردان فیلم بلند موفق یاقوت‌های کبود است. بلر همچنین کارگردان فیلم سپتامبرهای شیراز است. او در فیلم‌های مالت(۲۰۰۱)، نظر کرده (۲۰۰۹)، کاش اینجا بودی (۲۰۱۲)، چرخش (۲۰۱۳) و قوچ‌ها (۲۰۲۰) به ایفای نقش پرداخته‌است.